# Andrea Franken
Andrea Franken (* 13. August 1962 in Göttingen) ist eine deutsche Politikerin (früher Grün-Alternative Liste (GAL), heute Die Linke) und ehemaliges Mitglied der Hamburgischen Bürgerschaft.

## Leben und Beruf
Andrea Franken schloss an ihre Fachhochschulreife eine Ausbildung zur Bürokauffrau an. Sie arbeitete in einer Fotoagentur.

## Politik
Franken war Gründungsmitglied der Grünen im Kreisverband Göttingen und in mehreren Gremien der Partei tätig.
Von 1998 bis 2001 war sie Abgeordnete der GAL in der Hamburgischen Bürgerschaft, wo sie den Posten der zurückgetretenen Anna Bruns übernahm. Für ihre Fraktion war sie im Sozialausschuss sowie im Bau- und Verkehrsausschuss tätig.
Im April 2001 trat sie aus der GAL aus, weil sie bei der Aufstellung der Liste für die Bürgerschaftswahl keinen aussichtsreichen Listenplatz erhielt.
Im April 2002 trat sie der Partei des Demokratischen Sozialismus bei. Im Juni desselben Jahres wurde sie auf Platz 5 der Landesliste zur Bundestagswahl 2002 gewählt. Sie war 2006 im Vorstand der PDS und setzte sich für einen Zusammenschluss mit der WASG ein.